# Conference League North 2012-2013
La Conference League North 2012-2013 è stata la 9ª edizione della seconda serie della Conference League. Rappresenta, insiema alla Conference League South, il sesto livello del calcio inglese ed il secondo del sistema "non-league".

## Squadre partecipanti
| Squadra              | Città                                 | Stagione precedente                                             |
| -------------------- | ------------------------------------- | --------------------------------------------------------------- |
| Altrincham           | Altrincham                            | 8º posto in Conference League North                             |
| Bishop's Stortford   | Bishop's Stortford                    | 10º posto in Conference League North                            |
| Boston United        | Boston                                | 11º posto in Conference League North                            |
| Brackley Town        | Brackley                              | 1º posto in Southern Football League Premier Division, promosso |
| Bradford Park Avenue | Bradford                              | 4º posto in Northern Premier League Premier Division, promosso  |
| Chester              | Chester                               | 1º posto in Northern Premier League Premier Division, promosso  |
| Colwyn Bay           | Colwyn Bay                            | 12º posto in Conference League North                            |
| Corby Town           | Corby                                 | 17º posto in Conference League North                            |
| Droylsden            | Droylsden                             | 9º posto in Conference League North                             |
| Gainsborough Trinity | Gainsborough                          | 4º posto in Conference League North                             |
| Gloucester City      | Gloucester                            | 14º posto in Conference League North                            |
| Guiseley             | Guiseley                              | 2º posto in Conference League North                             |
| Halifax Town         | Halifax                               | 3º posto in Conference League North                             |
| Harrogate Town       | Harrogate                             | 15º posto in Conference League North                            |
| Hinckley United      | Hinckley                              | 20º posto in Conference League North                            |
| Histon               | Histon and Impington (Cambridgeshire) | 16º posto in Conference League North                            |
| Oxford City          | Marston (Oxford)                      | 2º posto in Southern Football League Premier Division, promosso |
| Stalybridge Celtic   | Stalybridge                           | 6º posto in Conference League North                             |
| Solihull Moors       | Solihull                              | 19º posto in Conference League North                            |
| Vauxhall Motors      | Ellesmere Port                        | 18º posto in Conference League North                            |
| Worcester City       | Worceter                              | 7º posto in Conference League North                             |
| Workington           | Workington                            | 13º posto in Conference League North                            |

## Classifica finale
|  | Pos. | Squadra              | Pt  | G  | V  | N  | P  | GF  | GS  | DR   |
|  | ---- | -------------------- | --- | -- | -- | -- | -- | --- | --- | ---- |
|  | 1    | Chester              | 107 | 42 | 34 | 5  | 3  | 103 | 32  | +71  |
|  | 2    | Guiseley             | 91  | 42 | 28 | 7  | 7  | 83  | 45  | +38  |
|  | 3    | Brackley Town        | 85  | 42 | 26 | 7  | 9  | 76  | 44  | +32  |
|  | 4    | Altrincham           | 80  | 42 | 24 | 8  | 10 | 100 | 51  | +49  |
|  | 5    | Halifax Town         | 75  | 42 | 21 | 12 | 9  | 86  | 38  | +48  |
|  | 6    | Harrogate Town       | 69  | 42 | 20 | 9  | 13 | 72  | 50  | +22  |
|  | 7    | Bradford PA          | 66  | 42 | 19 | 9  | 14 | 75  | 52  | +23  |
|  | 8    | Gainsborough Trinity | 66  | 42 | 18 | 12 | 12 | 68  | 45  | +23  |
|  | 9    | Solihull Moors (-4)  | 56  | 42 | 17 | 9  | 16 | 57  | 53  | +4   |
|  | 10   | Oxford City          | 55  | 42 | 13 | 16 | 13 | 62  | 57  | +10  |
|  | 11   | Gloucester City      | 54  | 42 | 16 | 6  | 20 | 54  | 63  | -9   |
|  | 12   | Vauxhall Motors      | 53  | 42 | 15 | 8  | 19 | 58  | 64  | -6   |
|  | 13   | Stalybridge Celtic   | 52  | 42 | 13 | 13 | 16 | 55  | 62  | -7   |
|  | 14   | Workington (-4)      | 52  | 42 | 16 | 8  | 18 | 60  | 68  | -8   |
|  | 15   | Worcester City       | 50  | 42 | 14 | 8  | 20 | 57  | 62  | -5   |
|  | 16   | Boston Utd           | 49  | 42 | 14 | 7  | 21 | 68  | 73  | -5   |
|  | 17   | Bishop's Stortford   | 49  | 42 | 12 | 13 | 17 | 58  | 74  | -6   |
|  | 18   | Colwyn Bay           | 49  | 42 | 14 | 7  | 21 | 57  | 78  | -21  |
|  | 19   | Histon               | 44  | 42 | 11 | 11 | 20 | 48  | 73  | -25  |
|  | 20   | Corby Town           | 44  | 42 | 12 | 8  | 22 | 66  | 92  | -26  |
|  | 21   | Droylsden            | 22  | 42 | 5  | 7  | 30 | 43  | 124 | -81  |
|  | 22   | Hinckley Utd (-6)    | 7   | 42 | 3  | 4  | 35 | 37  | 143 | -106 |

Legenda:
      Promosso in Conference Premier 2013-2014.
  Ammesso ai play-off.
      Retrocesso in Northern Premier League Premier Division 2013-2014.
      Retrocesso in Southern Football League Premier Division 2013-2014.
Regolamento:
Tre punti a vittoria, uno a pareggio, zero a sconfitta.
In caso di arrivo di due o più squadre a pari punti, la graduatoria viene stilata secondo i seguenti criteri:
- differenza reti
- maggior numero di gol segnati

Note:

Corby retrocesso per peggior differenza reti rispetto all'ex aequo Histon.
Il Solihull Moors ed il Workington sono stati sanzionati con 4 punti di penalizzazione per aver utilizzato calciatori non idonei.
L'Hinckley United è stato sanzionato con 6 punti di penalizzazione (3 per insolvenza e 3 per rinuncia nella gara con il Bishop's Stortford del 18 dicembre 2012)

## Spareggi

### Play-off

#### Tabellone
|  | Semifinali | Semifinali    | Semifinali | Semifinali | Semifinali |  |  | Finale | Finale        | Finale |  |
|  |            |               |            |            |            |  |  |        |               |        |  |
|  | 5          | Halifax Town  | 1          | 2          | 3          |  |  |        |               |        |  |
|  | 2          | Guiseley      | 1          | 0          | 1          |  |  | 5      | Halifax Town  | 1      |  |
|  | 4          | Altrincham    | 2          | 0          | 2          |  |  | 3      | Brackley Town | 0      |  |
|  | 3          | Brackley Town | 1          | 3          | 4          |  |  |        |               |        |  |